# Kruishoutem
Kruishoutem var en kommun i Belgien.   Den ligger i provinsen Östflandern och regionen Flandern, i den västra delen av landet, 60 km väster om huvudstaden Bryssel. Antalet invånare var 8 132. Arean är 47 kvadratkilometer. Den slogs den 1 januari 2019 samman med Zingem till den nya kommunen Kruisem.
Terrängen i Kruishoutem är platt.
Trakten runt Kruishoutem består till största delen av jordbruksmark. Runt Kruishoutem är det ganska tätbefolkat, med 222 invånare per kvadratkilometer.